# Indoleon tacitus
Indoleon tacitus is een insect uit de familie van de mierenleeuwen (Myrmeleontidae), die tot de orde netvleugeligen (Neuroptera) behoort. 
Indoleon tacitus is voor het eerst wetenschappelijk beschreven door Walker in 1853.